# Torneo Nacional de Boxeo Playa Girón 1988
Das Torneo Nacional de Boxeo Playa Girón 1988 wurde vom 15. bis zum 26. Januar 1988 in Sancti Spíritus ausgetragen und war die 27. Austragung der nationalen kubanischen Meisterschaften im Amateurboxen.

## Medaillengewinner
Die Meistertitel wurden in zwölf Gewichtsklassen vergeben.
| Gewichtsklasse                  | Gold                  | Silber               | Bronze                 |
| ------------------------------- | --------------------- | -------------------- | ---------------------- |
| Halbfliegengewicht (bis 48 kg)  | Juan Torres Odelin    | Rogelio Marcelo      | Orlando Ascencio       |
| Halbfliegengewicht (bis 48 kg)  | Juan Torres Odelin    | Rogelio Marcelo      | Felipe Álvarez         |
| Fliegengewicht (bis 51 kg)      | Pedro Orlando Reyes   | Restituto Monteagudo | Adalberto Regalado     |
| Fliegengewicht (bis 51 kg)      | Pedro Orlando Reyes   | Restituto Monteagudo | Jorge Fermin           |
| Bantamgewicht (bis 54 kg)       | Enrique Carrión       | Manuel Martínez      | Ángel Moya             |
| Bantamgewicht (bis 54 kg)       | Enrique Carrión       | Manuel Martínez      | Rafael Cardenas        |
| Federgewicht (bis 57 kg)        | Arnaldo Mesa          | Jesus Sollet         | Enrique Fonseca        |
| Federgewicht (bis 57 kg)        | Arnaldo Mesa          | Jesus Sollet         | Ramon Ledon            |
| Leichtgewicht (bis 60 kg)       | Idel Torriente senior | Fermín Espinosa      | Mario Iribarren        |
| Leichtgewicht (bis 60 kg)       | Idel Torriente senior | Fermín Espinosa      | Carlos Contreras       |
| Halbweltergewicht (bis 63,5 kg) | Eduardo Correa        | Gilberto Heredia     | Antonio Carrera        |
| Halbweltergewicht (bis 63,5 kg) | Eduardo Correa        | Gilberto Heredia     | Armando Marino Alfonso |
| Weltergewicht (bis 67 kg)       | Juan Carlos Lemus     | Alfredo Duvergel     | Ariel Calderon         |
| Weltergewicht (bis 67 kg)       | Juan Carlos Lemus     | Alfredo Duvergel     | Fidel García           |
| Halbmittelgewicht (bis 71 kg)   | José Luis Hernández   | Pedro Duarte         | Jorge Guzman           |
| Halbmittelgewicht (bis 71 kg)   | José Luis Hernández   | Pedro Duarte         | Aurelio Martínez       |
| Mittelgewicht (bis 75 kg)       | Ángel Espinosa        | Orestes Solano       | Juan González          |
| Mittelgewicht (bis 75 kg)       | Ángel Espinosa        | Orestes Solano       | Ivan Abreu             |
| Halbschwergewicht (bis 81 kg)   | Pablo Romero          | Orlando Despaigne    | Ramon Gil              |
| Halbschwergewicht (bis 81 kg)   | Pablo Romero          | Orlando Despaigne    | Jorge Camejo           |
| Schwergewicht (bis 91 kg)       | Félix Savón           | Roberto Balado       | Juan Cause Delis       |
| Schwergewicht (bis 91 kg)       | Félix Savón           | Roberto Balado       | Francisco Bouly        |
| Superschwergewicht (über 91 kg) | Jorge Luis González   | Juan Ortega          | Osvaldo Castillo       |
| Superschwergewicht (über 91 kg) | Jorge Luis González   | Juan Ortega          | Armando Campuzano      |